# Bismarck (Severní Dakota)
Bismarck je hlavní a po Fargu druhé největší město amerického státu Severní Dakota. Slouží také jako obecní město Burleigh County. Bismarck byl založen roku 1872 a jako hlavní město Severní Dakoty slouží od roku 1889, kdy získalo suverenitu.
Město zabírá plochu 71,0 km², z toho 69,6 km² je pevnina a 1,4 km² voda.

## Historie
Město bylo založeno roku 1872 jako „Edwinton“, pojmenováno na počest Edwina M. Johnsona, hlavního inženýra Severní pacifické železnice (Northern Pacific Railway). V roce 1873 bylo na počest německého kancléře Otto von Bismarcka přejmenováno na dnešní „Bismarck“. Northern Pacific Railway ho tak pojmenovala, protože chtěla nalákat německé imigranty, aby se ve městě usadili. Nicméně k nárůstu populace došlo až po objevení zlata v nedalekých Black Hills.

## Demografie
Podle sčítání lidu z roku 2010 zde žilo 61 272 obyvatel. Podle sčítání lidu v Bismarcku v roce 2000 sídlilo 55 532 obyvatel, 23 185 domácností a 14 444 rodin. Hustota zalidnění byla 797,4 obyvatel/km².

### Rasové složení
- 92,4% Bílí Američané
- 0,7% Afroameričané
- 4,5% Američtí indiáni
- 0,6% Asijští Američané
- 0,0% Pacifičtí ostrované
- 0,3% Jiná rasa
- 1,5% Dvě nebo více ras

Obyvatelé hispánského nebo latinskoamerického původu, bez ohledu na rasu, tvořili 1,3% populace.

### Původ
- německý – 57,9 %
- norský – 18,2 %
- ruský – 7,7 %
- irský – 7,2 %
- anglický – 5,0 %
- švédský – 4,3 %

### Věk
- <18 let – 23,5 %
- 18–24 let – 11,1 %
- 25–44 let – 29,1 %
- 45–64 let – 22,4 %
- >64 let – 13,8 %
- průměrný věk – 36 let

## Osobnosti
Město je rodištěm herečky Leslie Bibb a politika Johna Hoevena.